# Federico Gay (futbolista)
Federico Axel Gay (Avellaneda, Buenos Aires, Argentina; 7 de diciembre de 1991) es un futbolista argentino. Juega de defensor central o como Lateral por la izquierda y se equipo actual es Cañuelas de la Primera B de Argentina.

## Trayectoria
Hizo las inferiores en Independiente y durante la temporada 2011/2012 fue el defensor titular que obtuvo el subcampeonato de la Reserva. 
Si bien aún no debutó en Primera División, estuvo en el banco de los suplentes en el partido por la Copa Argentina frente a Belgrano de Córdoba, y en otros 3 partidos durante el Torneo Inicial 2012.
En julio de 2012, fue convocado por Cristian Díaz para realizar la pretemporada en Tandil, Argentina con la Primera División, quien lo ha descripto como un "lateral por izquierda, zurdo, rápido."
En 2013 salió cedido a préstamo a la entidad marplatense de Aldosivi para luego llegar en 2014 a Chacarita

## Clubes
| Club              | País      | Año         | PJ | Goles |
| ----------------- | --------- | ----------- | -- | ----- |
| Independiente     | Argentina | 2012-2013   | 0  | 0     |
| Aldosivi          | Argentina | 2013 - 2014 | 7  | 0     |
| Chacarita Juniors | Argentina | 2014        | 8  | 0     |
| Fenix             | Argentina | 2016        | 0  | 0     |
| Comunicaciones    | Argentina | 2016 - 2021 | 55 | 0     |
| Cañuelas          | Argentina | 2021 -      | 16 | 0     |